# ViaVia (televisieprogramma)
ViaVia was een Vlaamse televisiequiz voor kinderen, gepresenteerd door Marcel Vanthilt. ViaVia bestond sinds december 1997 en werd uitgezonden op Ketnet. Herman Van Molle en Karel Vereertbrugghen waren de bedenkers.
Spelverloop:
In de eerste en tweede ronde strijden 2 jongens en 2 meisjes tegen elkaar. De tweede ronde spelen de winnaars van de jongens en meisjesronde tegen elkaar.
Dag finale: de winnaar van de dag speelt het finalespel en kan zo prijzen winnen. Hij/zij gaat ook door naar de weekfinale op vrijdag.
Op vrijdag spelen de weekwinnaars van maandag en dinsdag tegen elkaar, vervolgens die van woensdag en donderdag.
De winnaars van deze rondes spelen tegen elkaar. De uiteindelijke winnaar speelt opnieuw het finalespel met mooie prijzen.